# Panama Al Brown
Panama Al Brown (właśc. Alphonso Teofilo Brown, ur. 5 lipca 1902 w Colón, zm. 11 kwietnia 1951 w Nowym Jorku) – panamski bokser, były zawodowy mistrz świata kategorii koguciej.

## Życiorys
Był pierwszym iberoamerykańskim pięściarzem, który zdobył tytuł zawodowego mistrza świata. Był niezwykle wysoki jak na swoją wagę i posiadał bardzo duży zasięg ramion.
Pierwszą walkę zawodową stoczył w 1922. W tym samym roku walczył o tytuł zawodowego mistrza Panamy w wadze muszej, ale zremisował z Sailorem Patchettem. Spośród pierwszych 49, które stoczył w Panamie i Stanach Zjednoczonych do września 1926, przegrał tylko cztery. Następnie wyjechał do Paryża, gdzie przebywał do końca 1927 i który stał się jego głównym miejscem zamieszkania na wiele lat. We Francji wygrał m.in. z byłym mistrzem świata Eugène Criquim, a przegrał z André Routisem. 29 stycznia 1929 stoczył jedną z najkrótszych walk w historii. 5 sekund po rozpoczęciu 1. rundy powalił ciosem w szczękę Gustave’a Humery'ego, który został wyliczony. Cała walka trwała 15 sekund.  
18 czerwca 1929 w Nowym Jorku Brown zdobył wakujący tytuł mistrza świata kategorii koguciej według NYSAC po pokonaniu Gregorio Vidala na punkty. 7 października tego roku również organizacja NBA uznała Browna za mistrza świata. Wcześniej, 26 lipca tego roku przegrał towarzyską walkę z Battlingiem Battalino.
Brown skutecznie bronił tytułu mistrza świata w następujących walkach:
| Data                      | Miejsce    | Oponent             | Wynik                        | Źródło |
| ------------------------- | ---------- | ------------------- | ---------------------------- | ------ |
| 8 lutego 1930(dts)        | Nowy Jork  | Johnny Erickson     | dyskwalifikacja w 4. rundzie | [ 5 ]  |
| 4 października 1930(dts)  | Paryż      | Eugène Huat         | wygrana na punkty            | [ 6 ]  |
| 25 sierpnia 1931(dts)     | Montreal   | Pete Sanstol        | wygrana na punkty            | [ 7 ]  |
| 27 października 1931(dts) | Montreal   | Eugène Huat         | wygrana na punkty            | [ 8 ]  |
| 10 lipca 1932(dts)        | Marsylia   | Kid Francis         | wygrana na punkty            | [ 9 ]  |
| 10 września 1932(dts)     | Toronto    | Émile Pladner       | nokaut w 1. rundzie          | [ 10 ] |
| 18 marca 1933(dts)        | Mediolan   | Domenico Bernasconi | wygrana na punkty            | [ 11 ] |
| 3 lipca 1933(dts)         | Manchester | Johnny King         | wygrana na punkty            | [ 12 ] |
| 19 lutego 1934(dts)       | Paryż      | Victor Perez        | wygrana na punkty            | [ 13 ] |

Wiosną 1934 Brown został pozbawiony tytułu mistrzowskiego przez niemal wszystkie federacje. Powodem było niedotrzymanie zobowiązania do walki z Rodolfo Casanovą. Był jednak nadal uznawany za mistrza przez europejską federację IBU, poprzednika EBU. 
15 maja 1934 w Paryżu Brown został zdyskwalifikowany w 6. rundzie pojedynku towarzyskiego z Gustavem Humerym za stosowanie niedozwolonych sposobów walki. Rozzłoszczeni kibice wtargnęli na ring i dotkliwie pobili Browna oraz zniszczyli halę sportową. 1 listopada tego roku w Tunisie Brown obronił tytuł IBU wygrywając przez nokaut w 10. rundzie z Victorem Perezem, który został wyliczony, gdy reklamował nieczysty cios Browna. Kolejna obrona nie była udana, gdyż 18 marca 1935 w Walencji Baltasar Sangchili pokonał go na punkty.  Brown stoczył jeszcze jedną walkę (przegraną z Pete'em Sanstolem) i zawiesił karierę. Podjął ją w 1937, w którym wygrał pięć pojedynków (w tym z Victorem Perezem). 4 marca 1938 w Paryżu odzyskał mistrzostwo świata federacji IBU po pokonaniu na punkty Baltasara Sangchiliego. Wkrótce potem IBU zrezygnowała z uznawania własnych tytułów mistrza świata, w tym należącego do Browna.
Na początku 1939 Brown wyjechał do USA, gdzie stoczył tego roku dwa pojedynki z mało znanymi bokserami. W 1941 i 1942 walczył w Panamie, po czym zakończył karierę.
Zmarł w biedzie w 1951 na gruźlicę.
Był osobą homoseksualną, przez pewien czas pozostawał w związku z Jeanem Cocteau, który był również jego managerem w latach 1935–1938.
Został wybrany w 1992 do Międzynarodowej Bokserskiej Galerii Sławy.